# Øivind Johnssen
Øivind Johnssen, född 26 maj 1922 i Oslo, död där 1 februari 2005, var en norsk skådespelare och sportkomentator vid NRK.
Johnssen var 1948–1950 engagerad vid Trøndelag Teater. Han var även engagerad vid Nationaltheatret 1943, 1946 samt 1950–1959. Vid sidan av teatern gjorde han sju mindre filmroller 1951–1960. Han debuterade i Tancred Ibsens Storfolk og småfolk.
År 1959 anställdes han som sportkomentator vid NRK. Han var på plats och kommenterade samtliga OS från Innsbruck 1964 till och med Seoul 1988.

## Filmografi
- 1951 – Storfolk og småfolk
- 1952 – Trine!
- 1954 – Kasserer Jensen
- 1955 – Polisen efterlyser
- 1958 – Människor på flykt
- 1959 – Støv på hjernen
- 1960 – Venner